# شهيد رجائي (ماجين)
شهید رجائي (بالفارسية: شهیدرجائی) هي قرية تقع في إيران في قسم ماجين الريفي. يقدر عدد سكانها بـ 83 نسمة .